# Černigovskij rajon
Il Černigovskij rajon (in russo Черни́говский райо́н?) è un rajon (distretto) del Territorio del Litorale, nell'estremo oriente russo; il capoluogo è il villaggio (selo) di Černigovka.